# Psectrogaster
Psectrogaster es un género de peces de agua dulce de la familia Curimatidae y del orden de los Characiformes. Habitan en el norte y centro de Sudamérica, llegando por el sur hasta el centro-este de la Argentina. En las especies mayores la longitud total ronda los 18 cm.

## Taxonomía
Este género fue descrito originalmente en el año 1889 por los ictiólogos estadounidenses Rosa Smith Eigenmann y Carl H. Eigenmann, este último nacido en Alemania.  
Especies
El género se subdivide en 8 especies:
- Psectrogaster amazonica C. H. Eigenmann & R. S. Eigenmann, 1889
- Psectrogaster ciliata (J. P. Müller & Troschel, 1844)
- Psectrogaster curviventris C. H. Eigenmann & C. H. Kennedy, 1903
- Psectrogaster essequibensis (Günther, 1864)
- Psectrogaster falcata (C. H. Eigenmann & R. S. Eigenmann, 1889)
- Psectrogaster rhomboides C. H. Eigenmann & R. S. Eigenmann, 1889
- Psectrogaster rutiloides (Kner, 1858)
- Psectrogaster saguiru (Fowler, 1941)